# Jelena Jurjewna Gagarina

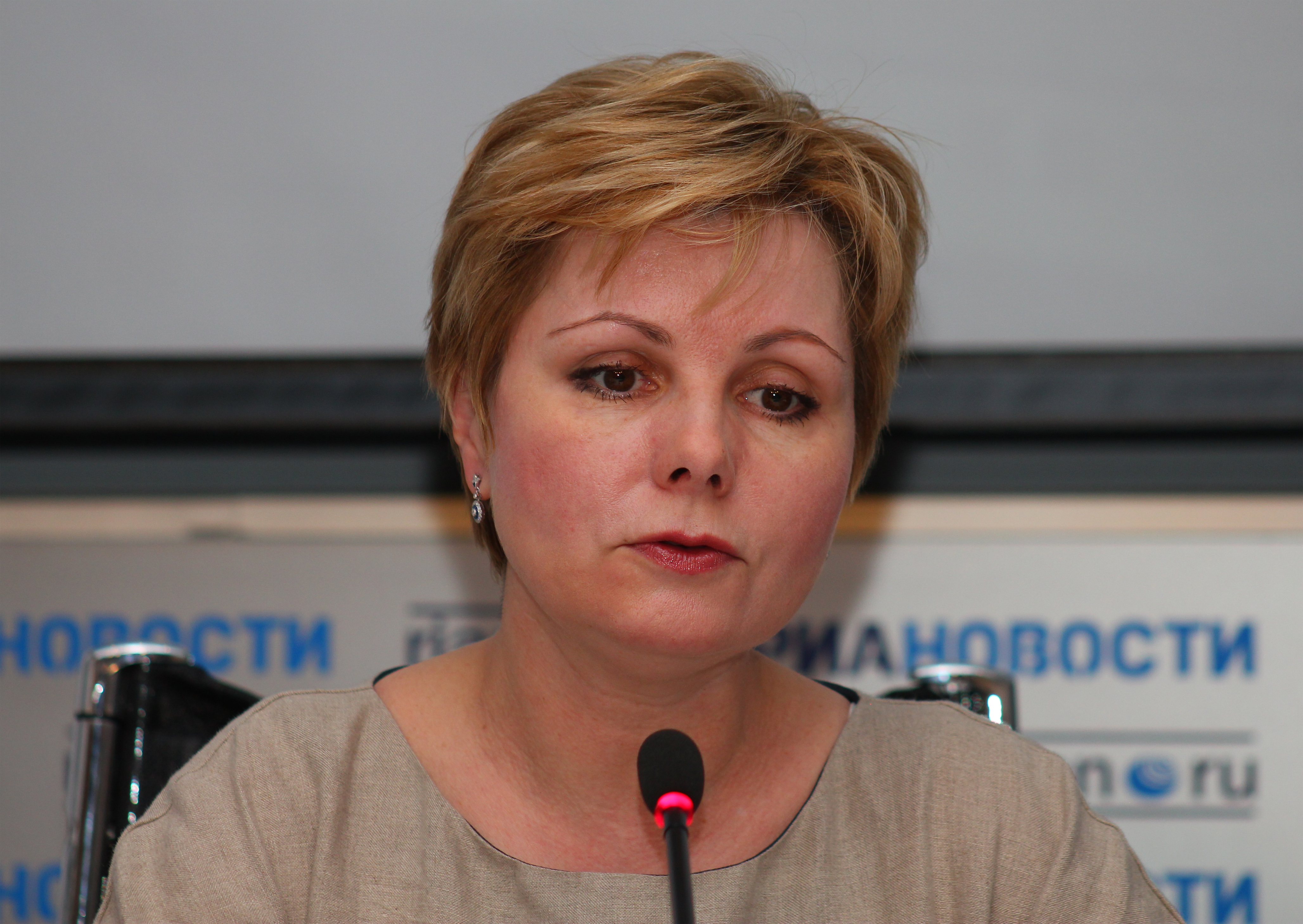
Jelena Jurjewna Gagarina (2014)

Jelena Jurjewna Gagarina (russisch Елена Юрьевна Гагарина; * 17. April 1959 in Sapoljarny) ist eine sowjetisch-russische Kunsthistorikerin.

## Leben
Gagarina ist die älteste Tochter des Kosmonauten Juri Alexejewitsch Gagarin (1934–1968) und seiner Frau Walentina Iwanowna Gagarina (1935–2020), die als Medizinerin im Laboratorium der Flugzentrumsverwaltung arbeitete. Gagarina wuchs ihres Vaters wegen in der Geschlossenen Stadt Swjosdny Gorodok auf. Sie trieb vielfältigen Sport, spielte Klavier und interessierte sich für Kunst. Die Schule schloss sie mit einer Goldmedaille ab. Dann studierte sie an der Lomonossow-Universität Moskau (MGU) in der Abteilung für Kunstgeschichte und -theorie der Fakultät für Geschichtswissenschaft mit Abschluss 1981 als Kunsthistorikerin.
Im September 1981 wurde Gagarina wissenschaftliche Mitarbeiterin des Puschkin-Museums in Moskau (GMII). Sie war dort zunächst Kustodin der englischen Grafik und dann Vizeleiterin der Grafik-Abteilung. Ihr Vorbild war Boris Borissowitsch Piotrowski. 1989 wurde sie nach Verteidigung ihrer Dissertation über englische Buchillustrationen aus der Mitte des 18. Jahrhunderts zur Kandidatin der Kunstwissenschaft promoviert. Sie bedauert, dass während der Präsidentschaft Jelzins Lenins Kabinett im Moskauer Kreml geschlossen und ausgeräumt wurde. Sie meint, dass der Kreml-Kongresspalast den Gesamteindruck stört und am einfachsten abgerissen werden sollte.
Am 12. April 2001 wurde Gagarina zur Generaldirektorin des Staatlichen Kultur-Museumsreservats Moskauer Kreml durch Ukas Präsident Putins ernannt, der an diesem 40. Jahrestag des ersten Kosmonautenflugs die Familie Gagarin im Swjosdny Gorodok besuchte. 2005 und erneut 2009 wurde sie Mitglied der Kommission der Russischen Föderation für Angelegenheiten der UNESCO. Seit 2010 ist sie Mitglied des Rats für Kultur des Patriarchats von Moskau und der ganzen Rus. Sie ist Ehrenmitglied der Russischen Kunstakademie. Sie ist Mitglied des International Council of Museums (ICOM). 2014 unterschrieb sie den Aufruf der Kulturschaffenden der Russischen Föderation zur Unterstützung der Politik Putins bezüglich der Ukraine und der Krim.
Gagarina war in 1. Ehe verheiratet mit dem Kameraoperateur Elisbar Konstantinowitsch Karawajew und ist in 2. Ehe verheiratet mit dem Chemiker und Leiter der Restaurierungsabteilung des Moskauer Kreml Wladimir Arkadjewitsch Wytschuschanin. Ihre Tochter aus 1. Ehe Jekaterina heiratete den Diplomaten Pawel Wnukow und lebt in London. Gagarinas Schwester Galina Jurjewna Gagarina ist Ökonomin.

## Ehrungen
- Verdiente Kulturarbeiterin der Russischen Föderation (2004)[1]
- Gagarin-Abzeichen des Roskosmos (2006)
- Orden der Freundschaft (2010)[1]
- Komtur des Verdienstordens der Italienischen Republik (2012)[9]
- Großkomtur des Verdienstordens Pro Merito Melitensi (2012)[10]
- Orden des Heiligen Andrei Ikonopissez II. Klasse der Russisch-Orthodoxen Kirche (2014)[11]
- Offizier der Ehrenlegion (2015)[12]
- Karl-Fabergé-Orden I. Klasse[2]
- Verdienstorden für das Vaterland IV. Klasse (2019)[13]